# 御岳県立公園
御岳県立公園（おんたけけんりつこうえん）は、長野県木曽地域に位置する県立自然公園。面積1万8764 ha。1952年（昭和27年）3月3日指定。 

## 概要
長野県の西側に位置する御嶽山を中心に、これを取り囲む開田高原、寒原高原などを領域とする。平均の標高は1000m以上。
第1種特別地域、第2種特別地域、第3種特別地域、普通地域で構成される。
- 第1種特別地域 - 御嶽山、剣ヶ峰、継子岳等の山頂及び稜線沿いの本公園の核心部[4]。
- 第2種特別地域 - 第1種特別地域の周囲の標高2,000メートル付近以上の範囲及び地獄谷、伝上川上流部[4]。
- 第3種特別地域 - 王滝特別地域（おんたけ2240スキー場一帯）及び開田高原特別地域（開田高原一帯）[4]。
- 普通地域 - 御嶽山山麓地域[4]。

## 地理

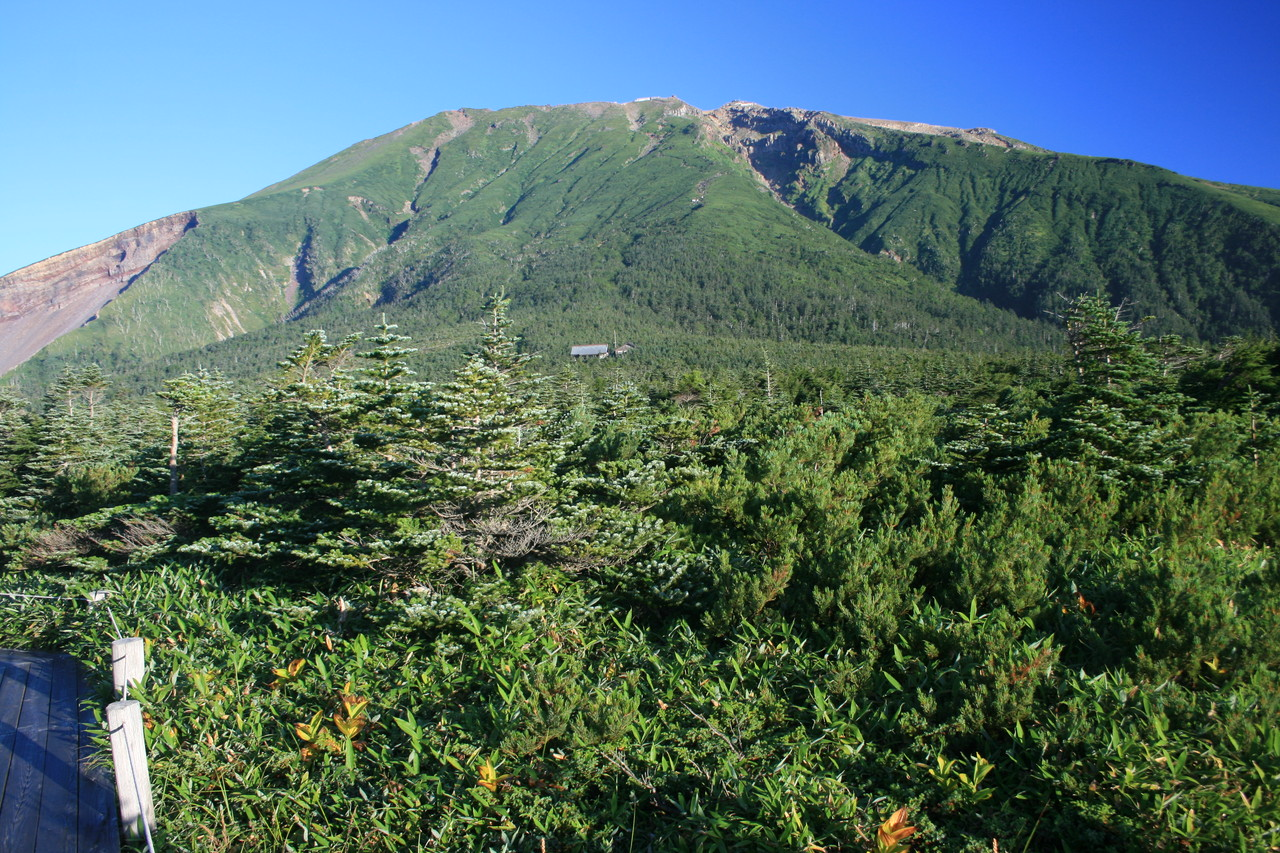
田の原天然公園から望む御嶽山

### 主な山岳

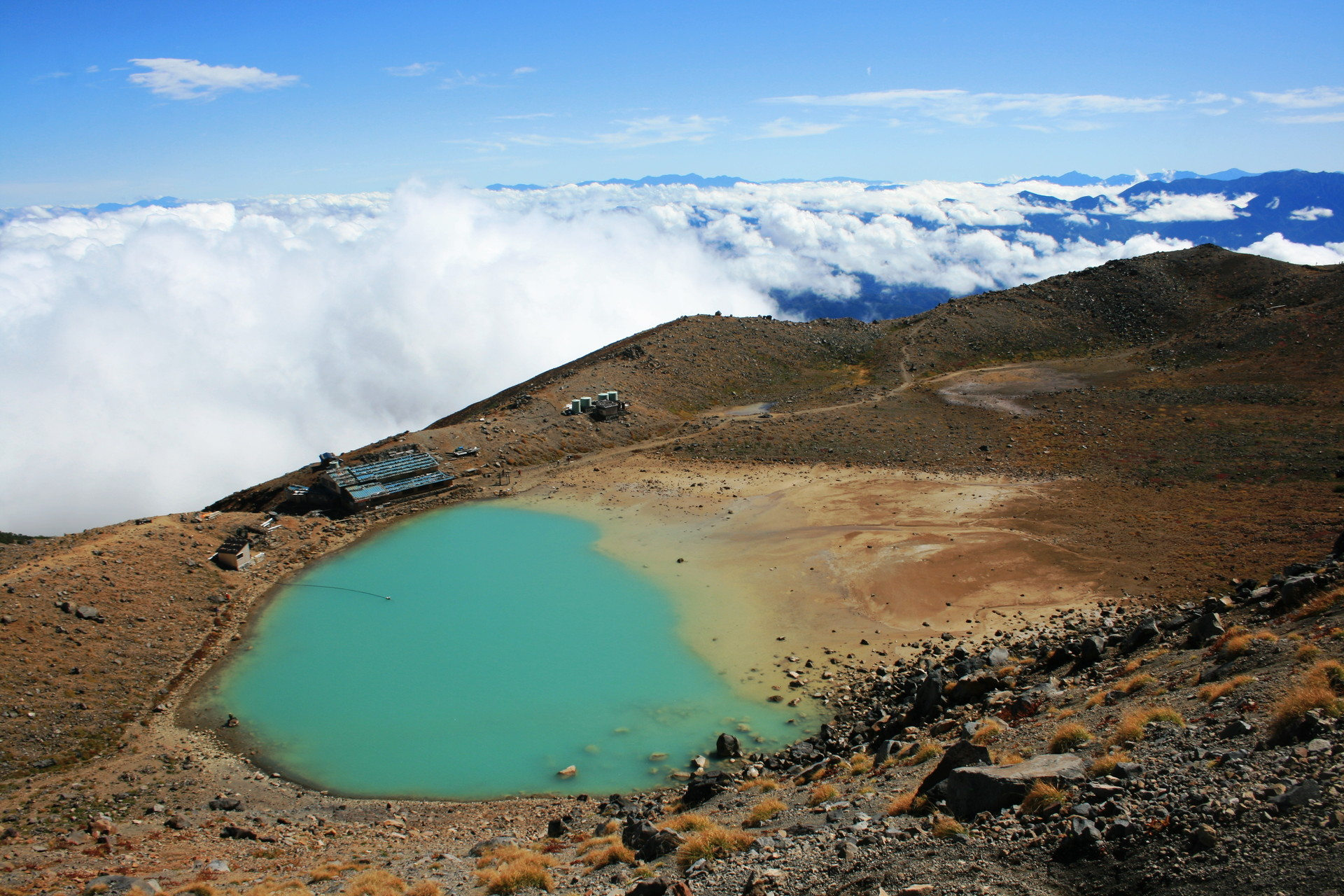
日本最高所の湖沼のニノ池

- 御嶽山
  - 剣ヶ峰（主峰）
  - 継子岳
  - 継母岳
  - 三笠山
  - 小三笠山

（摩利支天山は岐阜県）

### 主な湖沼
- 一ノ池（実際には水は溜まっていない）
- 二ノ池（日本最高地点の湖沼（2905m）である）
- 三ノ池
- 四の池（実際には水は溜まっていない）

（五ノ池は岐阜県）

## 関連市町村
- 木曽郡
  - 木曽町（旧開田村、旧三岳村）
  - 王滝村

## 名称
地図などにより「御岳県立自然公園」と「自然」を付加して表記されている場合もある為、正式名称として取り扱う場合は注意が必要である。
- 長野県立公園条例（昭和25年（1950年）長野県条例第12号）の時代に、長野県告示第77号[2]により「御岳県立公園」が指定された。
- その後、長野県立自然公園条例（昭和35年（1960年）長野県条例第22号）[5]の施行に伴い長野県立公園条例は廃止されたが、従前の県立公園及びその区域は現条例の規定に基づく自然公園の区域とみなす事となった為、正式名称は従前のまま「御岳県立公園」である。